# Bartho Pronk
Bartholomeüs (Bartho) Pronk ('s-Gravenhage, 28 september 1950) is een Nederlands bestuurder en voormalig politicus namens het CDA.

## Loopbaan
Pronk doorliep het Marnix Gymnasium in Rotterdam en studeerde rechten aan de Universiteit Utrecht. Hij liep stage bij de Europese Commissie. Pronk werd medewerker internationale zaken bij het CNV en was lid van het Europees Economisch en Sociaal Comité. In november 1989 werd hij tussentijds lid van het Europees Parlement toen Hanja Maij-Weggen minister werd in het kabinet-Lubbers III. In 1994 en 1999 werd hij herkozen. Pronk hield zich onder meer bezig sociale zaken en werkgelegenheid. In 2004 keerde hij niet terug.
Pronk was tot 2006 vice-president van de Nederlandse pensioenvereniging. Hij was lid kabinet van eurocommissaris Viviane Reding (Informatiebeleid en Media) en verantwoordelijk voor inter-institutionele relaties. In 2007 zag hij af van een tussentijdse terugkeer in het Europees Parlement toen Albert Jan Maat vertrok. In zijn plaats werd Esther de Lange geïnstalleerd.  Van 2011 tot 2018 was Pronk voorzitter van het Europees Centrum voor werknemersvragen (EZA). Pronk werd in 2004 gedecoreerd tot Ridder in de Orde van Oranje-Nassau en in 2011 tot Officier in de Orde van Verdienste van het Groothertogdom Luxemburg.
- Bibliothèque nationale de France: cb137392542 (data)
- International Standard Name Identifier: 0000 0000 0124 0197
- Parlement.com: vg09llzikht7
- Système universitaire de documentation: 086141740
- Virtual International Authority File: 64184099